# Hammarby IF Friidrott
Hammarby IF Friidrott är friidrottssektionen i idrottsföreningen Hammarby IF i Stockholm. Man anordnar bland annat Nationaldagsspelen .

## SM-medaljer
- 4×800 meter för herrar – guld 1999 och 2000
- Richard Pell, guld på 800 meter för herrar 2001 och 2003, guld på 1 500 meter för herrar 2003
- Johan Attersand, guld i tresteg för herrar 2005
- 4×1500 meter för herrar – guld 2007
- David Tholander, 4:a på 2 000 m hinder på JSM 2007
- Michel Tornéus, guld i längdhopp 2005 och 2007–2012 samt guld i tresteg 2012